# 3865 Lindbloom
3865 Lindbloom este un asteroid din centura principală, descoperit pe 13 ianuarie 1988 de Henri Debehogne.